# RGO (Handgranate)

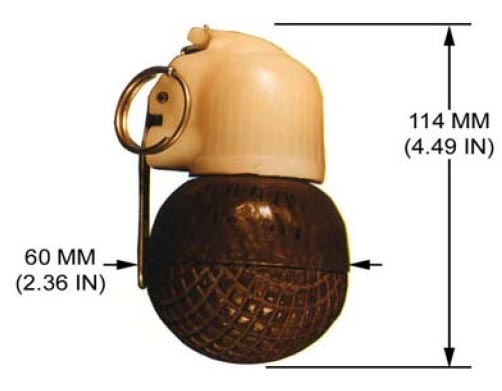
RGO-Granate

Die RGO-Handgranate (Rutschnaja Granata Oboronitel'naja, russisch Ручная граната оборонительная) ist eine Splitterhandgranate aus sowjetischer Entwicklung, die für den defensiven Einsatz aus zum Beispiel Schützengräben oder anderen gedeckten Stellungen vorgesehen ist. Sie ist der RGN-Handgranate für den offensiven Einsatz sehr ähnlich.
Die Handgranate verfügt über einen doppellagigen Aluminium- oder Stahlkörper, der zur Splitterbildung mit Sollbruchstellen versehen ist. Als Zünder wird der UDZS-Doppelfunktionszünder verwendet, der sowohl eine Zündung beim Aufschlag als auch nach einer werksseitig voreingestellten Zeit auslöst. Der Aufschlagzünder führt nach einer Verzögerung von 1 bis 1,8 Sekunden zur Detonation. Wenn der Aufschlagzünder die Granate nicht nach 3,2 bis 4,2 Sekunden gezündet hat, löst der Zeitzünder die Detonation der Granate aus. Die bei der Detonation entstehenden Fragmente sind in einem Radius von 6 bis 20 m tödlich, der Sicherheitsradius beträgt 100 m.
Die Granate wird in Russland und der Ukraine hergestellt und in den Armeen einiger Länder verwendet. Neben der normalen RGO existiert die etwas leichtere (450 g) und mit 85 g TNT gefüllte RGO-78-Handgranate, die ähnlich der Angriffshandgranate RGD-5 aufgebaut ist. Für Trainingszwecke existiert von dieser auch die Variante RGO-1M, die Gewicht, Handhabung und Explosionsgeräusch der RGO-78 simuliert, aber ohne Splitter- und Explosionswirkung bleibt.